# Eunice Jepkorir
Eunice Jepkorir (17. veljače 1982.) je kenijska dugoprugašica.
Najveći su joj uspjesi ovajanje dvije medalje na svjetskim prvenstvima u cross countryju: 2004. godine osvojila je ekipno srebro (pojedinačno bila sedma), a dvije godine kasnije i ekipno zlato (pojedinačno bila četrnaesta).
Na atletskom mitingu Zlatne lige u Oslu 2007. oborila je kenijski rekord u utrci na 3000 m, istrčavši tu dionicu za 9:19.44 min.

## Osobni rekordi
- 3000 m - 9:19.44 NR (2007.)
- 5000 m - 15:09.05 (2004.)
- 10000 m - 32:58.00 (2003.)